# Bönnsch
Bönnsch ist ein mittelfränkischer Dialekt des Deutschen, der in Bonn und den angrenzenden Gemeinden gesprochen wird.
Bönnsch ist dem nördlicheren Kölsch sehr ähnlich und unterscheidet sich von diesem nur in Einzelheiten. Dabei kann man einen Hauptunterschied ausmachen sowie einige weitere Merkmale, die aber nicht bei jedem Sprecher auftreten oder durch den Einfluss des Hochdeutschen sowie des in Kultur und Rundfunk präsenteren Kölsch immer mehr nivelliert werden.
Im privaten Bereich (Familie, Freunde, Vereinsumfeld etc.) wird der Dialekt in der Region noch häufig verwendet. Als Umgangssprache im öffentlichen Raum ist er jedoch fast verschwunden. Beinah alle Bönnsch-Sprecher verwenden auf der Straße und im Umgang mit Unbekannten ein rheinisch adaptiertes Hochdeutsch (siehe Rheinischer Regiolekt).

## Merkmal „Monophthongierung“

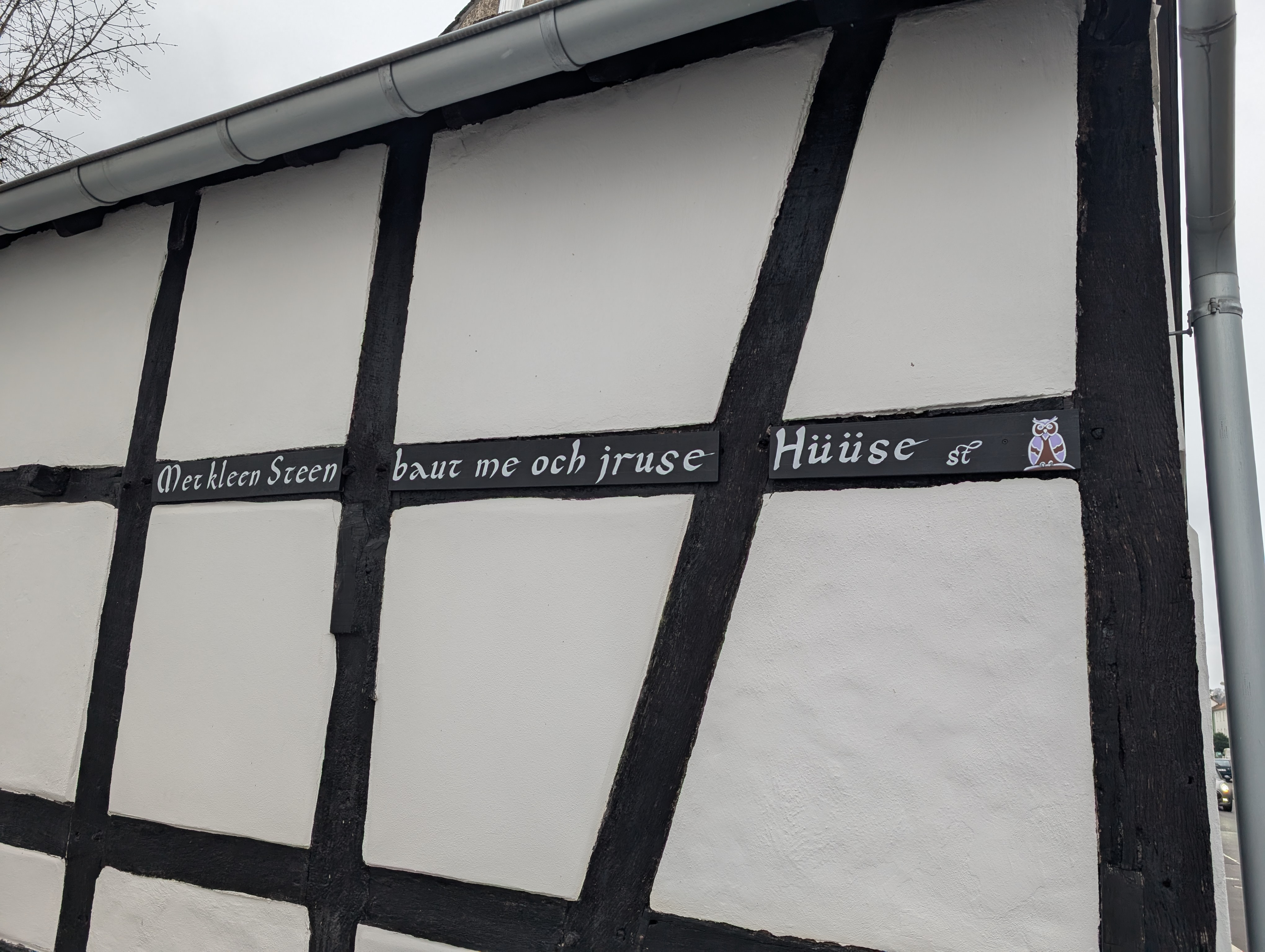
Monophthongierung und fehlendes Abschluss-R in einem Schriftzug auf einem Haus in Bonn-Friesdorf: Met kleen Steen baut me ooch jruse Hüüse (Mit kleinen Steinen baut man auch große Häuser)

Hauptmerkmal des Bönnsch im Vergleich zum Kölsch ist das Fehlen von ursprünglichen Diphthongen (Zweilauten) im Wortinnern.
Altes germanisches au und ei werden im Kölsch als [ɔu] und [ɛi] (ähnlich dem englischen gold bzw. take) gesprochen, im Bönnsch treten hierfür Langvokale [oː] bzw. [eː] ein.
| Hochdeutsch | Kölsch        | Bönnsch       |
| ----------- | ------------- | ------------- |
| laufen      | laufe [lɔufə] | loofe [loːfə] |
| Auge        | Auch [ɔux]    | Ooch [oːx]    |
| heißen      | heiße [hɛisə] | heeße [heːsə] |
| eins        | ein [ɛin]     | een [eːn]     |

Zu beachten ist, dass diese Monophthonge nicht am Wortende stehen. Also auch im Bönnsch: zwei, Dau (Stoß) etc.
Im Hochdeutschen sind germanisches au und ei, wie aus der Tabelle ersichtlich, bewahrt worden. Jedoch hat das Hochdeutsche auch germanisches ū und ī zu au bzw. ei verschoben, was im Bönnsch (wie auch Kölsch) nicht geschehen ist. Deswegen gibt es einige hochdeutsche Reimpaare im Rheinischen nicht: weiß/heiß – wieß/heeß.
Umgekehrt ist zu beobachten, dass im Kölsch die Silben ir und ur oft zu [eː] bzw. [oː] zusammengezogen werden. An dieser Stelle bewahrt das Bönnsch einen Diphthong, der wie im Hochdeutschen durch Vokalisierung des r entstanden ist. Es heißt also Vierdel [fɪə̯dl] statt Veedel (für hdt. „Viertel“) und hä wurd [vʊə̯t] statt hä wood (für hdt. „er wurde“).

## Weitere Merkmale
Im Bönnsch hat das Hilfsverb „sinn“ (sein) eine dem Infinitiv entsprechende 1. Person Singular Präsens, also: „ich sinn“ für „ich bin“. Im Kölsch steht hier „ben“, das näher am Hochdeutschen liegt und daher mittlerweile auch in Bonn verbreitet ist.
Einige Bonner Sprecher unterscheiden die Endungen –e und -er nicht, sondern sprechen beide als [ə] (wie in Kasse). Diese Besonderheit nimmt in der Sprachwirklichkeit zwar ab, ist aber allgemein noch durch folgenden Witz bekannt: Sag mal ein Wort ohne „r“ – Bonne Männe-Jesangsve’een (Bonner Männer-Gesangsverein).
Der Bonner Wortschatz ist, historisch bedingt, kurkölnisch-ländlich geprägt und hat einige mittelhochdeutsche Wörter bewahrt, die im städtischen Kölsch längst ausgestorben sind. Dem Bonner wird auch eine weichere Aussprache und eine (noch) rhythmischere Sprachmelodie als dem Kölner zugeschrieben. Solche Dinge sind allerdings schwer erfassbar.
Schließlich gibt es in Einzelwörtern unterschiedliche Formen: z. B. „att“ statt „allt“ (schon, bereits), „donn“ statt „dunn“ (tun), „ühr doot“ statt „ehr deit“ (ihr tut), „du siss“ statt „do sühs“ (du siehst).

## Sprachbeispiel
In der Germanistik werden die deutschen Dialekte anhand der sogenannten Wenkersätze charakterisiert und miteinander verglichen. Die ersten drei dieser insgesamt vierzig Sätze lauten auf Bönnsch folgendermaßen.
- Em Winte fleejen de drüjje Blaade en de Luff eröm. – Im Winter fliegen die trockenen Blätter in der Luft herum.

- Et hürt jlich op ze schneie, dann wird et Wedde widde besse. – Es hört gleich auf zu schneien, dann wird das Wetter wieder besser.

- Donn Kolle en de Ovve, dat de Melech baal et Koche aanfängk. – Tu Kohlen in den Ofen, damit die Milch bald zu kochen anfängt.